# 漏失 (天文學)
漏失，在天文學是輻射源的輻射強度大幅降低，以致低於某一特定波長。這個源在通過比截止值波長更長波的濾鏡之前是顯而易見的，但是當濾鏡的波長短於此門檻時，影像就"漏失"。
這是為深空影像中的遙遠星系定位的標準方法。因為環繞在星系周圍的氫會吸收大約100奈米波長的光，使星系有天然的漏失值。這個漏失值的精確波長被紅移，因而可以用於確定星系的距離。